# جامعة العقبة للعلوم الطبية
جامعة العقبة للعلوم الطبية (AMSU) هي جامعة متخصصة في التعليم الطبي. تقع الجامعة في العقبة، الأردن.
تحتوي الجامعة على كليتين: الطب وطب الأسنان.

## وصلات خارجية
- الصفحة الرئيسية